# Bomaanslag in metro in Sint-Petersburg op 3 april 2017
De Bomaanslag in de metro in Sint-Petersburg in april 2017 was een terroristische aanslag die op 3 april 2017 rond 14.40 uur 's middags plaatsvond in de metro van de Russische stad Sint-Petersburg. Zeker vijftien mensen kwamen om het leven toen een zelfmoordterrorist zich opblies. Meer dan zestig mensen raakten gewond. Het was de dodelijkste aanslag in Rusland sinds de aanslagen in de metro van Moskou 2010.
De explosie vond plaats in een metrowagon die onderweg was van het station Sennaja Plosjtsjad naar Technologitsjeski Institoet, de technische universiteit van Sint-Petersburg. Eerder op de dag werd er nog gesproken over twee verschillende explosies in de metrostations. Achteraf bleek er slechts één explosie te zijn geweest. Een tweede bom werd aangetroffen bij het metrostation Vosstania. De bom werd onschadelijk gemaakt voordat die kon ontploffen.

## Verloop
Rond 14.40 uur plaatselijke tijd blies een zelfmoordterrorist zich op in een wagon in de metro van Sint-Petersburg. Bij de explosie kwamen in eerste instantie tien personen om het leven en raakten meer dan 50 personen gewond. In de dagen die volgden steeg het dodental naar veertien. Drie weken na de aanslag stierf een vrouw aan haar verwondingen waarbij het dodental steeg naar vijftien. De aanslag werd gepleegd door een 22-jarige man uit Kirgizië die in Sint-Petersburg studeerde. De Russische autoriteiten gingen uit van een islamitische terreurdaad. Het mogelijke brein achter de aanslag werd drie weken na de aanslag gearresteerd in een buitenwijk in Moskou. Het betrof de 27-jarige Abror Azimov, die een gedeeltelijke bekentenis aflegde. Weken na de aanslag constateerden Russische onderzoekers dat de aanslag in Sint-Petersburg werd gefinancierd door terroristen uit Turkije. Negen personen werden aangehouden in de weken na de aanslag.

## Nasleep
In Sint-Petersburg werden drie dagen rouw aangekondigd vanwege de aanslag. Een dag na de aanslag ging de metro weer rijden.